# Deutsche Leichtathletik-Meisterschaften 1907
Die 10. Deutschen Leichtathletik-Meisterschaften fanden am 18. August 1907 in Breslau statt. Ausnahmen waren das 100-km-Straßengehen – 12. Mai in Frankfurt am Main – sowie der Marathonlauf über 40 km am 20. Mai in Berlin. Allerdings gehörte der Marathonlauf bis 1924 offiziell nicht zu den Meisterschaftswettbewerben, sondern wurde als „Deutscher Marathonlauf“ unabhängig davon durchgeführt.
Im Wettkampfprogramm gab es gegenüber dem Vorjahr keine Veränderungen. Erfolgreichster Athlet war – wie schon im Vorjahr – Vincenz Duncker mit drei Meistertiteln.

## Medaillengewinner
| Disziplin           | Gold                                           | Leistung       | Silber                                           | Leistung      | Bronze                                     | Leistung      |
| ------------------- | ---------------------------------------------- | -------------- | ------------------------------------------------ | ------------- | ------------------------------------------ | ------------- |
| 100 m               | Vincenz Duncker (Dresdner SC)                  | 11,0 s0        | Willy Kohlmey (Berliner SC)                      | 11,2 s0       | Moritz Zinkeisen (FC Sportfreunde Leipzig) | 11,4 s0       |
| 400 m               | Vincenz Duncker (Dresdner SC)                  | 56,0 s0        | Christian Petersen (FC Victoria Hamburg)         | 56,2 s0       | Wilhelm Hütting (Altona 93)                |               |
| 1500 m              | Erwin von Sigel (SC Teutonia 99 Berlin)        | 4:34,2 min     | Fritz Rath (Eintracht Hannover)                  | 4:36,4 min    | Oskar Quarg (VfB Leipzig)                  | 4:40,4 min    |
| Marathon 40 km      | Johannes Böge (SC Komet Berlin)                | 2:40:30 h000   | Max Kuchta (ASC Marathon Berlin)                 | 2:41:20 h000  | Max Wils (ASC Marathon Berlin)             | 2:42,35 h000  |
| 110 m Hürden        | Vincenz Duncker (Dresdner SC)                  | 16,0 s0        | Arthur Mallwitz (Berliner SC)                    | 22,0 s0       |                                            |               |
| 100-km-Straßengehen | Fritz Preiss (Fußballclub Hermannia Frankfurt) | 11:56:00,0 h00 | Adolf Wilmsmeyer (Alkoholgegnerbund Tönnisheide) | 12:19:04 h000 | Arthur Saar (FC Viktoria Offenbach)        | 12:27:04 h000 |
| Hochsprung          | Arthur Mallwitz (Berliner SC)                  | 1,62 m         | Hermann Friese (SC Charlottenburg)               | 1,62 m        | Alex Abraham (SC Komet Berlin)             | 1,52 m        |
| Weitsprung          | Martin Brustmann (SC Teutonia 99 Berlin)       | 6,04 m         | Willi Schimmelpfeng (SC Teutonia 99 Berlin)      | 5,99 m        |                                            |               |
| Diskuswurf          | Alex Abraham (SC Komet Berlin)                 | 32,34 m        | Ludwig Muhrs (SC Preußen Breslau)                | 24,39 m       | Hermann Kuhr (AATB Leipzig)                | 23,86 m       |